# Melita Falls
Die Melita Falls sind ein Wasserfall bislang nicht ermittelter Fallhöhe im Fiordland-Nationalpark auf der Südinsel Neuseelands. An der Ostflanke des 1680 m hohen Melita Peak in den Neuseeländischen Alpen liegt er in einem namenlosen Bach, der hinter dem Wasserfall in östlicher Fließrichtung in den Lake Gunn mündet.